# Khaïbar 1
 (avril 2019).
Si vous disposez d'ouvrages ou d'articles de référence ou si vous connaissez des sites web de qualité traitant du thème abordé ici, merci de compléter l'article en donnant les références utiles à sa vérifiabilité et en les liant à la section « Notes et références ».
Pour les articles homonymes, voir Khaïbar.

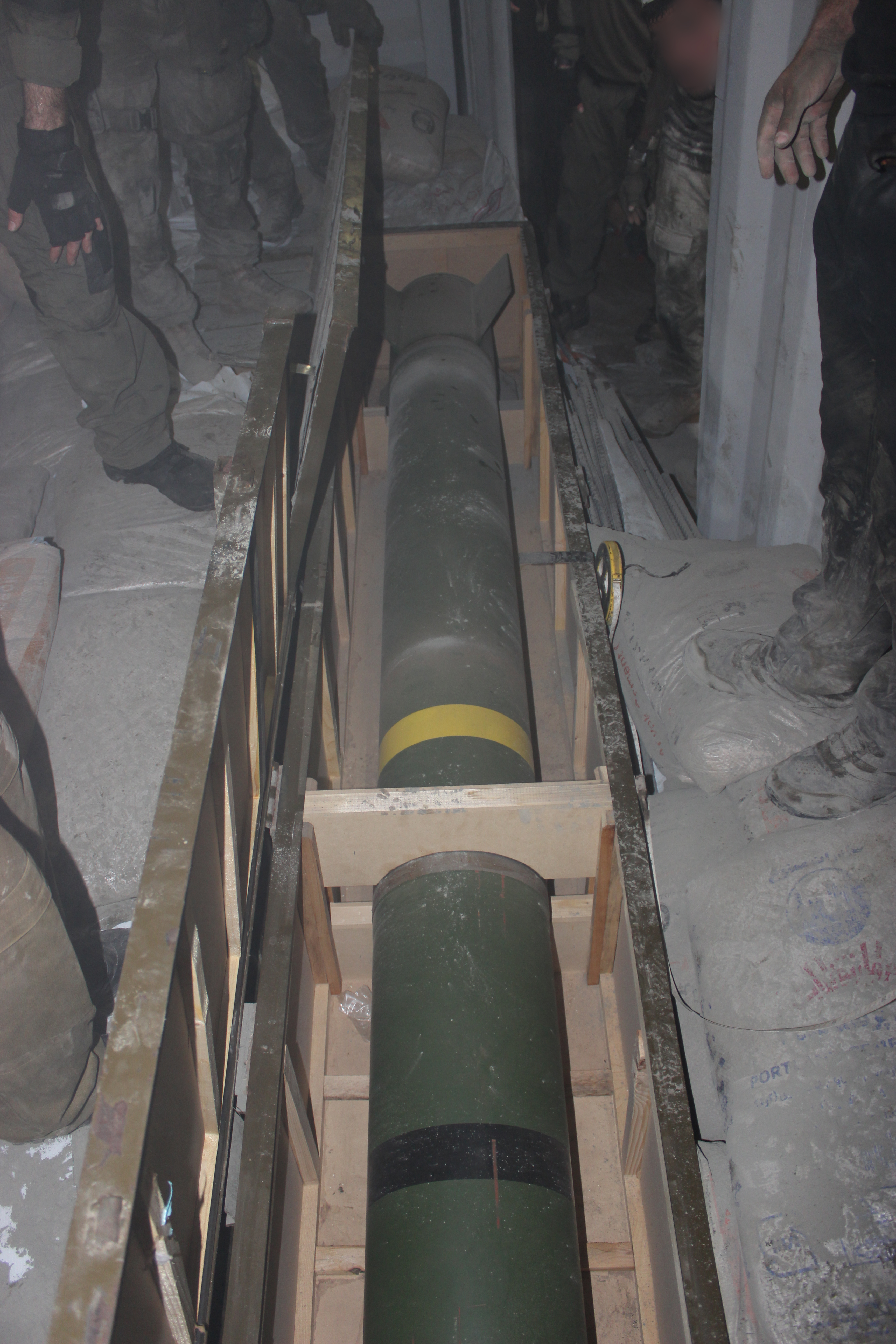
Un missile Khaïbar 1

Le Khaibar 1 ou M-302 est un missile récent[Quand ?] à moyenne portée (environ 75 km) utilisé par le groupe armé Hezbollah pour attaquer les villes du nord d'Israël.
Le 2 août 2006, un missile Khaibar 1 a touché la ville de Beit Shean, à environ 70 km au sud de la frontière libanaise. Le 4 août 2006, c'est la ville d'Hadera qui est touchée, la cible la plus lointaine atteinte par un missile du Hezbollah.
Tsahal pense que ce missile est un Fajr 5 modifié. Son pouvoir destructeur est 4 fois (100 kg d'explosif) celui d'une roquette Katyusha, jusqu'ici la roquette standard du Hezbollah.
Le nom de ce missile fait référence à la bataille de Khaybar, une victoire de l'armée de Mahomet sur les juifs de l'oasis de Khaybar, à 150 km de Médine (mai 628). Mentionnée dans un hadith[Lequel ?], cette victoire lui ouvrit les portes de La Mecque.